# Gran Loggia Unita di Russia
La Gran Loggia Unita di Russia — (GLUR) è un’obbedienza massonica tradizionale russa. Essa è composta da undici logge nelle città di Mosca e San Pietroburgo. La Gran Loggia Unita di Russia, è stata istituita ritualmente l'undici ottobre 2008 a San Pietroburgo.

## Storia

### La Gran Loggia Regolare di Russia
La Gran Loggia Regolare di Russia, ha origine dallo scisma della Gran Loggia di Russia nel marzo del 2001. Lo scisma, fu generato dal disaccordo di circa 100 massoni con le politiche interne condotte dalla dirigenza della Gran Loggia di Russia (GLR). 
Nei tre volumi sulla storia della massoneria russa del XX secolo, lo storico della massoneria A. I. Serkov afferma che aderirono allo scisma le seguenti logge: «Armonia» N°1, «Loto» N°2, «Astrea» N°3, «Giove» N°7, «Quattro Coronati» N°8 e «Orione» N°15.
Il 16 aprile 2001 si tenne l'Assemblea Costituente attraverso la quale fu annunciata la creazione della «Gran Loggia Regolare di Russia» (GLRR). Secondo il materiale reperibile nel dizionario «Massoni» redatto dal dottore in scienze storiche S. P. Karpachev, la «Gran Loggia Regolare di Russia» chiese il riconoscimento della Gran Loggia Unita d'Inghilterra e delle grandi logge anglosassoni.
Dal 2003 al 2005, a San Pietroburgo furono fondate tre logge: «Sfinge», «Pellicano» e «Resurrezione». Nello stesso 2005, sotto la giurisdizione della GLRR, sulla base di quattro logge («Astrea», «Sfinge», «Pellicano» e «Resurrezione») fu fondata la Gran Loggia Provinciale di San Pietroburgo.

### L'Unione
Nel 2007, dopo l'Assemblea della GLR, un gruppo di circa 30 massoni, membri delle logge «Armonia», «Loto», «Fenice» e «A. S. Pushkin» decise di uscire dall’istituzione. Ci fu poi un incontro tra questo gruppo di fratelli ed i membri della Gran Loggia Regolare di Russia durante il quale si decise di unire le forze e cercare un nuovo nome: Grande Loggia Russa. Per opera poi del Gran Maestro A. S., vennero fatte delle precisazioni in relazione a questo nuovo nome.

### Fondazione della Gran Loggia Unita di Russia
Nel giugno 2008, alcuni membri della GLR, cercarono di stabilire rapporti con le Grandi Logge di Francia.
La storia della fondazione e dell'installazione della GLUR è descritta come segue dallo storico della massoneria A. I. Serkov:
L'undici ottobre 2008, durante la Solenne Assemblea e sotto il patrocinio della Gran Loggia di Francia, fu istituita la Gran Loggia Unita di Russia. La Gran Loggia di Francia, concesse alla GLUR un brevetto, concedendole il diritto ad operare secondo il rito scozzese antico e accettato. Al tempo, undici logge facevano parte della GLUR.
Nel mese di gennaio 2009, si aggiunsero due nuove logge della giurisdizione di Kharkov: la loggia «Geometria» e la loggia «Fenice Ucraina».

## I principi della GLUR
- Possono essere ammessi alla consacrazione nella Gran Loggia Unita di Russia, candidati di sesso maschile che abbiano raggiunto l'età di 21 anni, credenti nel grande Architetto dell'Universo, che abbiano una buona reputazione e non abbiano precedenti penali.
- La Gran Loggia Unita di Russia svolge le sue opere massoniche alla gloria del Grande Architetto dell'Universo. I giuramenti sono prestati al cospetto delle tre grandi Luci massoniche: il Libro della Legge Sacra, la Squadra e il Compasso. Durante i lavori di loggia, le tre luci sono poste sull'Ara.
- La Gran Loggia Unita di Russia proclama la sua assoluta fedeltà e la sua completa devozione alla Patria. Sono vietate discussioni su temi politici e religiosi.
- Nella sua attività massonica, la Gran Loggia Unita di Russia fa riferimento alla Costituzione e al Regolamento Generale della GLUR, agli Antichi Doveri dei liberi muratori, alle Costituzioni di James Anderson e ai Landmarks massonici di Albert Mackey.[3]

## Le Logge della GLUR
1. "Armonia" (Mosca)[7]
2. "Loto" (Mosca)[7]
3. "Astrea" (San Pietroburgo)[7]
4. "Sfinge" (San Pietroburgo)[7]
5. "Pellicano" (San Pietroburgo)[7]
6. "Resurrezione" (San Pietroburgo)[7]
7. "Giove" (Mosca)[7]
8. "Quattro Coronati" (Mosca)[7]
9. "Tetraktys" (Mosca)[7]
10. "Orione" (Mosca)[7]
11. "Fenice" (Mosca)[7]

I membri della GLUR fanno parte delle più diverse categorie professionali: ricercatori, militari, imprenditori, creativi, educatori, medici, impiegati, sacerdoti. Essi sono di ogni età e tipo di convinzione politica e religiosa.
Il numero totale di massoni è circa 200.